# Dantya magnifica
Dantya magnifica is een mosselkreeftjessoort uit de familie van de Sarsiellidae. De wetenschappelijke naam van de soort is voor het eerst geldig gepubliceerd in 1978 door Kornicker & Cohen.